# Torneo de Houston 2017
El US Men's Clay Court Championship 2017 fue un torneo de tenis que pertenece a la ATP en la categoría de ATP World Tour 250. Fue la cuadragésimo novena edición del torneo y se disputó del 10 al 16 de abril de 2017 sobre polvo de ladrillo en el River Oaks Country Club en Houston, Estados Unidos.

## Distribución de puntos
| Modalidad            | Campeón | Finalista | Semifinales | Cuartos de final | 2ª ronda | 1ª ronda | Clasificados | 2ª ronda de clasificación | 1ª ronda de clasificación |
| Individual masculino | 250     | 165       | 100         | 50               | 25       | 0        | 13           | 7                         | 0                         |
| Dobles masculino     | 250     | 150       | 90          | 45               | 20       | 0        | -            | -                         | -                         |

## Cabezas de serie

### Individuales masculino
| Tenista           | Ranking | Preclasificado |
| Jack Sock         | 15      | 1              |
| John Isner        | 23      | 2              |
| Sam Querrey       | 25      | 3              |
| Steve Johnson     | 29      | 4              |
| Fernando Verdasco | 31      | 5              |
| Feliciano López   | 36      | 6              |
| Donald Young      | 42      | 7              |
| Thomaz Bellucci   | 67      | 8              |

- Ranking del 3 de abril de 2017

### Dobles masculino
| Tenista                           | Ranking | Preclasificado |
| Bob Bryan Mike Bryan              | 6       | 1              |
| Juan Sebastián Cabal Robert Farah | 64      | 2              |
| Brian Baker Nikola Mektić         | 90      | 3              |
| Julio Peralta Horacio Zeballos    | 94      | 4              |

## Campeones

### Individual masculino
Steve Johnson venció a  Thomaz Bellucci por 6-4, 4-6, 7-6(5)

### Dobles masculino
Julio Peralta /  Horacio Zeballos vencieron a  Dustin Brown /  Frances Tiafoe 4-6, 7-5, [10-6]